# Norveščina
Norveščina je jezik iz germanske jezikovne skupine indoevropske družine jezikov. Govori jo okoli 5 milijonov Norvežanov kot materni jezik; večina jih živi na Norveškem, kjer je norveščina uradni jezik. 
Norveščina pozna štiri standardizirane oblike, od katerih imata dve status uradnega jezika:
- bokmål (dobesedno knjižni jezik),
- novonorveščina ali nynorsk,
- riksmål (zelo konzervativna oblika z več podobnostmi z danščino; nima uradnega statusa),
- høgnorsk ali visoka norveščina (konzervativnejša oblika nynorska; nima uradnega statusa).

Bokmål velikokrat enostavno imenujemo kar norsk - norveščina. Danes jo uporablja pri pisanju okoli 85-90 % norveškega prebivalstva. Gre za ponorveženo obliko danščine in zato je jezikoslovno gledano hčerinski jezik danskega jezika. Riksmål je neuradna inačica, sorodna sodobnemu bokmålu, vendar z več prvinami danščine.
Novonorveščina (nynorsk) je sorodnejša zahodnoskandinavskim jezikom (ferščini in islandščini). Kljub predponi novo- (ny-) to ni mlajša različica norveščine, marveč starejša oblika obeh uradnih norveških jezikov. 
Høgnorsk se uporablja le še v manjših krogih govorcev.
Obe uradni različici imata tudi prvine, ki so jima skupne s švedščino. Načeloma se govorci norveščine, švedščine in danščine medseboj razumejo, vendar velja, da Norvežani bolje razumejo Švede in Dance, kot slednji med seboj. Norvežani imajo tudi boljše izhodišče za učenje ferščine in islandščine.